# Baruch (boek)
 Baruch (Hebreeuws: בָּרוּך, "Gezegend") is een van de deuterocanonieke boeken in de Septuagint en in de Vulgaat, maar niet in de Tenach hoewel het wel in de versie van Theodotion voorkomt. Het boek telt zes hoofdstukken en is ingedeeld bij de zogeheten grote profeten.
Men neemt aan dat het kort na de periode van de Makkabeeën is geschreven, dus zo rond 100 v.Chr. Het wordt toegeschreven aan Baruch, de secretaris van de profeet Jeremia, die echter enkele eeuwen eerder leefde. Waarschijnlijk werd met het gebruik van de namen Baruch en Jeremia gepoogd, het boek in de oudtestamentische traditie te plaatsen.

## Samenvatting inhoud
- 1:1-14 Inleiding
- 1:15-2:10 Belijdenis van zonden.
- 2:11-3:8 Gebed om genade
- 3:9-4:14 Klaagzang over wijsheid
- 4:5-5:9 Boodschap voor ballingen

Volgens de Vulgaat:
- 6:1-6:72 Brief van Jeremia

De Septuagint beschouwt de Brief van Jeremia als een separaat bijbelboek.

## Gebruik in het Nieuwe Testament
- Lucas 13:29 - Baruch 4:37
- Johannes 1:14 - Baruch 3:38
- Johannes 3:13 - Baruch 3:29
- 1 Kor. 10:20 - Baruch 4:7